# George Tooker
George Clair Tooker Jr. (New York, 5 agosto 1920 – Hartland, 27 marzo 2011) è stato un pittore statunitense.
Le sue opere sono associate al realismo magico, al realismo sociale, al fotorealismo e al surrealismo. I suoi soggetti sono rappresentati naturalmente come in una fotografia, ma le immagini si caratterizzano per la presenza di toni piatti, un punto di vista ambiguo e contrapposizioni allucinanti per suggerire una realtà immaginata o sognata.
Nel 1968 venne eletto alla National Academy of Design, e fu altresì membro dell'American Academy of Arts and Letters. Nel 2007 fu uno dei nove artisti a venire premiato con la National Medal of Arts.

## Biografia
Tooker fu cresciuto da suo padre, George Tooker Clair, cittadino statunitense di origine anglo-francese, e da sua madre, Angela Montejo Roura, di origine inglese e ispano-cubana. Trascorse i primi sei anni della propria vita a Brooklyn, prima di trasferirsi a Bellport, sempre nello Stato di New York. Ricevette lezioni d'arte sin da bambino e trascorse gran parte della sua giovinezza presso il Fogg Art Museum. Si laureò nel 1942 presso l'Università di Harvard, tentando successivamente senza successo di arruolarsi presso il Corpo dei marines, dai quali fu scartato per motivi di salute.
Trascorse la fine degli anni quaranta e i primi anni cinquanta a Brooklyn. Insieme al suo compagno, il pittore William Christopher, iniziò successivamente a costruire una casa ad Hartland, nel Vermont, dove la coppia si trasferì nel 1960. Fu coinvolto nel movimento per i diritti civili negli anni sessanta, partecipando anche ad una delle tre marce da Selma a Montgomery nel 1965.
Insegnò alla Art Students League of New York di New York dal 1965 al 1968, trascorrendo invece i periodi estivi presso Malaga, in Spagna. Si convertì al cattolicesimo pochi anni dopo la morte del compagno. Morì all'età di novanta anni nella sua casa di Hartland, a causa di un'insufficienza renale.